# لويس ألفيس
لويس ألفيس (28 سبتمبر 1971 في البرتغال - ) هو لاعب كرة قدم برتغالي في مركز الهجوم. لعب مع ناسيونال ماديرا وC.F. Caniçal ‏ وA.D. Pontassolense ‏ وOdivelas F.C. ‏ وSeixal F.C. ‏ وC.D. Portosantense ‏ ونادي كامتشا ‏.